# Prek Sbauv
Prek Sbauv è un piccolo villaggio di pescatori nei pressi del fiume Sen nel nordest della Cambogia, famoso per aver dato i natali a Pol Pot, capo dei Khmer rossi. Il villaggio, molto piccolo, è situato nella provincia di Kampong Thom. Il paese si trova nella pianura centrale del paese ed è a pochi metri a nordest del Tonle Sap.

## Geografia
Prek Sbauv non è lontana dal capoluogo della provincia, Kampong Thom. Quando la strada da Phnom Penh a Siem Reap raggiunge il ponte sul fiume Sen al centro della città, si prende una strada sulla sinistra, lungo la sponda orientale del fiume, diretta a sud. Superata la Chiesa Cattolica della Provincia c'è un piccolissimo villaggio di pescatori privo di particolari attrattive. Questo è a circa un chilometro di distanza a sud della strada Phnom Penh-Siem Reap.

## Storia
Prek Sbauv non è diverso da altri villaggi di pescatori della Cambogia. La sua importanza risiede nell'essere il luogo di nascita di Saloth Sar, passato alla storia come Pol Pot. Alcune persone del luogo sostengono di essere lontani parenti del dittatore.